# Juhel III de Mayenne
Juhel III ou Juhaël de Mayenne  (1168-12 avril 1220), seigneur de Mayenne et de Dinan (1197).

## Famille
Après la mort de Geoffroy III de Mayenne en 1169, Thibault Ier de Mathefelon est nommé bail et garde noble de Juhel III de Mayenne pendant sa minorité.
Il épouse Gervaise de Dinan dame de Dinan.
De son union avant 1189 avec Gervaise de Dinan fille d'Alain de Vitré sire de Dinan-Bécherel (mort en 1197) naissent trois filles :
- Isabelle, héritière de Mayenne et Dinan-Bécherel morte en 1256, épouse Dreux V de Mello mort en 1249 puis Louis, comte de Sancerre ;
- Marguerite, morte entre 1238/1256 épouse Henri Ier d'Avaugour, leur fils Alain II d'Avaugour deviendra seigneur de Mayenne et de Dinan ;
- Jeanne morte en 1246 épouse de Pierre, comte de Vendôme, mort vers 1249.

## Histoire
Il fonde en 1198, le prieuré de Montguion, dans la paroisse de Placé, et y établit des religieux, d'abord de l'ordre de Citeaux, puis de l'ordre de Grandmont. Vers la même époque, il fait venir d'autres religieux, du même ordre de Cîteaux, qu'il tire de l'abbaye de Clermont, et les place dans un lieu que les actes désignent sous le nom de Herperia, où il leur avait fait construire un monastère appelé Clarei ou Clairi. Il les transfère ensuite à l'abbaye cistercienne de Fontaine-Daniel en 1196.
En 1199 les barons du Maine n’acceptent pas la succession de Jean aux possessions angevines de Richard Cœur de Lion. Grâce à l’intervention du jeune Arthur de Bretagne (et avec l’appui de Philippe et de Guillaume des Roches) il reçoit, donc, les châteaux de Gorron, d'Ambrières, de Châteauneuf sur Colmont (à Saint Mars) et de la Chartre, avec toutes les châtellenies et dépendances des châteaux, plus la forêt de Fosse-Louvain, dépendant de la châtellenie d'Ernée. 
Il est à l'origine du prieuré de Fontaine-Géhard en 1205. Il participe à la troisième croisade. 
Il participe également à la croisade des Albigeois en 1210. Pour certains historiens, il meurt devant Toulouse, pour d'autres il passa avec un grand nombre de ses vassaux en Afrique où il périt. Il fut inhumé à l'abbaye de Fontaine-Daniel.

## Source partielle
- Mémorial de la Mayenne, Godbert, 1845, p. 380-381.